# Schronisko PTT w Złotym Potoku
Schronisko PTT w Złotym Potoku (Góralówka, Pstrąg) – nieistniejące obecnie schronisko turystyczne, położone we wsi Złoty Potok na terenie Wyżyny Krakowsko-Częstochowskiej na terenie dawnej Pstrągarni Raczyńskich. Obiekt był prowadzony przez Polskie Towarzystwo Tatrzańskie.

## Historia
Budynek schroniska powstał w 1935 roku, a inicjatorem jego budowy był hrabia Karol Raczyński, członek PTT. Budową zajmowali się sprowadzeniu przez hrabiego górale, a otwarty obiekt nosił nazwę "Góralówka-Pstrąg". Z czasem na cele schroniska przeznaczono wyłącznie piętro obiektu (na parterze mieszkał stróż stawów wraz z rodziną). Obok budynku urządzono sad i ogród.

Podczas II wojny światowej schronisko pełniło kryjówki dla osób ukrywających się przed hitlerowcami, a w urządzonych w nim skrytkach ukrywano broń. Po zakończeniu walk budynek został przejęty przez miejscowe Państwowe Gospodarstwo Rolne i pełnił funkcje mieszkalne. Następnie, po utworzeniu Wojewódzkiego Ośrodka Postępu Rolniczego w Częstochowie, umieszczono tam biura Ośrodka. W latach 80. XX wieku biura zostały przeniesione. a w budynku (który przez pewien czas stał nieużywany) zorganizowano kuchnię przykładową wiejskiego gospodarstwa domowego. Funkcję tę dawne schronisko - nazywane wówczas "Domkiem Pstrąg" - pełniło do 1995 roku. Wówczas urządzono w nim pokoje, wynajmowane na rzecz pracowników i urlopowiczów.

W 1998 roku podjęto starania, by budynek wraz z gruntem przeszedł na własność gminy Janów. Niestety, wydana w sprawie decyzja komunalizacyjna okazała się wadliwa. Aktualnie budynek pozostaje w gestii Śląskiego Ośrodka Doradztwa Rolniczego w Częstochowie i pełni funkcje noclegowe (konieczna uprzednia rezerwacja).